# Août 2013
Août 2013 est le 8e mois de l'année 2013.

## Évènements
- 1er août : faisant un usage inédit de ses prérogatives constitutionnelles, le gouverneur général des Tuvalu, Sir Iakoba Italeli, limoge le Premier ministre Willy Telavi et nomme Enele Sopoaga Premier ministre par intérim[1].
- 3 août : Hassan Rohani est investi président de la République islamique d'Iran[2].
- 4 août : attentat du monastère d'Ekayana, à Jakarta (Indonésie).
- 5 au 12 août : 60e édition des Championnats du monde d'escrime à Budapest en Hongrie.
- 10 août : des affrontements entre Protestants unionistes et Catholiques font 58 blessés en Irlande du Nord[3].
- 10 au 18 : 14e édition du championnats du monde d'athlétisme en plein air au Stade Loujniki, à Moscou, en Russie.
- 11 août : second tour de l’élection présidentielle au Mali, Ibrahim Boubacar Keïta est proclamé élu le 15 août.
- 14 août : en Égypte, plusieurs centaines de personnes sont tuées lors de la dispersion de manifestations contre le coup d’État du 3 juillet ; l’armée instaure l’état d’urgence et Mohamed El Baradei démissionne de son poste de vice-président.
- 15 au 18 : 40e édition du championnats du monde de course en ligne de canoë-kayak à Szeged, en Hongrie.
- 21 août, Syrie : Massacre de la Ghouta
- 22 août, Syrie : lors d'une conversation téléphonique avec le secrétaire général de l'ONU Ban Ki-moon, le président français François Hollande a évoqué l'usage probable d'armes chimiques lors de l'attaque la veille, le 21 août. Le ministre français des affaires étrangères Laurent Fabius a déclaré qu'il souhaitait une réaction de force de la communauté internationale si l'usage d'armes chimiques par le régime syrien est avéré[4].
- 23 août, Syrie : le secrétaire à la défense américain Chuck Hagel a déclaré que le Pentagone déploie actuellement[Quand ?] des moyens militaires afin de fournir des options à Barack Obama si le président américain ordonnait une intervention[5]. Du côté de la Russie, Sergueï Lavrov, ministre des affaires étrangères, juge inacceptables les appels de certaines capitales européennes à faire pression sur le conseil de sécurité de l'ONU et décider dès maintenant de recourir à la force[6].
- 24 août, Syrie : le président des États-Unis Barack Obama, le président français François Hollande et le premier ministre britannique David Cameron sont convenus, lors d'une conversation téléphonique, que le régime de Damas avait probablement utilisé des armes chimiques contre sa propre population lors d'une attaque chimique survenue le 21 août en banlieue de Damas.  Les trois dirigeants se sont déclarés profondément préoccupés par cette attaque et ont en revanche examiné plusieurs options militaires contre la Syrie[7],[8].
- 24 août au 15 septembre : 68e édition du Tour d'Espagne cycliste, entre Vilanova de Arousa et Madrid, en Espagne.
- 25 août : en Irak, plusieurs attaques auraient fait au moins 48 victimes dans la région de Bagdad[9].
- 26 août au 1er septembre : 32e édition des championnats du monde de judo à Rio de Janeiro, au Brésil.
- 26 août au 8 septembre : 133e édition de l'US Open à New York aux États-Unis.